# Церковь святых апостолов (Карс)
Церковь святых апостолов (арм. Սուրբ Առաքելոց եկեղեցի, тур. Aziz Havariler Kilisesi или «Церковь двенадцати апостолов», тур. 12 Havariler Kilisesi) — бывший христианский храм Карса, превращённый в настоящее время в мечеть. Расположен у подножия крепости Карс.
Построен как армянский храм в X веке при царе Абасе I (ок. 928—953). Историки Степанос Таронеци, Самуел Анеци и Мхитар Айриванеци назвали данный храм собором. В 1579 году обращён в мечеть Кюмбет-Джами (тур. Kümbet Camii — «купольная мечеть»). После завоевания края Российской империей стал православным храмом. В XIX веке в армянских источниках становится известен как «Церковь святых апостолов». В 1993 году снова перестроен в мечеть Кюмбет-Джами и в настоящее время является частью большого исламского комплекса, включающего мечеть Евлия, самую большую мечеть в Карсе.

## История

### Строительство
В церкви нет сохранившихся настенных надписей, а точная дата её основания неизвестна. Надписи, возможно, были удалены в последующие века мусульманами. Однако источник XI века утверждает, что собор был построен во время правления царя Абаса I, который правил Анийским царством между 928 и 958 годами. Карс служил столицей данного царства в этот период. Историк XI века Степанос Таронеци писал, что царь Абас «построил священный собор города Карс из каменных блоков с блоками из песчаника, которые были отполированы сталью: [церковь] была увенчана круговым куполом, орнамент которого напоминал небесный свод» и что собор уже был построен во время правления католикоса Анании I (Анании Мокка) (943—967). Хроники Самуила Анеци (XII век) и Мхитара Айриванеци (XIII век) указывают на 931—932 в качестве начала строительства церкви.

### Запустение и преобразование в мечеть
Церковь, вероятно, была заброшена после того, как сельджуки завоевали Карс в 1064—1065 годы. Считается, что церковь была «частично покрыта землей» в средние века.
После завоевания значительной части Армении, в том числе Карса, Османской империей в XVI веке церковь была преобразована в мечеть в 1579 году Мустафа-Пашой. Считается, что мечеть Сулеймана Эфенди, упомянутая турецким путешественником XVII века Эвлиёй Челеби, являлась на самом деле именно этим зданием.

### XIX — начало XX века
После завоевания Карса Русской армией в 1877 году здание было преобразовано в православный храм. Храм относился к Грузинскому экзархату Русской православной церкви. «Портики были построены перед западными, северными и южными порталами, чья первоначальная структура была разрушена. На восточной стороне была возведена ризница, покрывающая весь фасад, и внутри был построен иконостас». Также рядом с храмом была построена в таком же стиле колокольня (не сохранилась).
На более поздних этапах Кавказской кампании Первой мировой войны после Октябрьской революции и начала гражданской войны русские войска в массовом порядке покинули Кавказ. В апреле 1918 года Османская империя вновь установила контроль над регионом, и храм снова переделали в мечеть. Согласно Мудросскому перемирию, турки должны были уйти на довоенную границу. Республика Армения получила контроль над городом в 1919 году, и здание была обращено обратно в армянскую церковь.

### В современной Турции
В 1920 году в результате армяно-турецкой войны Карс снова стал частью Турции. Собор перестаёт функционировать как церковь и вскоре снова превращается мечеть, но вскоре после этого секулярное Кемалистское правительство выставило его на продажу. Муниципалитет Карс купил его и планировал снести его, чтобы построить школу на своём участке, но план был так и не был приведён в жизнь. В 1950-х годах муниципалитет использовал его для хранилище нефти.
В период с 1964 по 1978 год здание функционировало как Музей Карса. После того, как музей переехал в новое помещение, памятник был заброшен до 1993 года, когда он был вновь преобразован в мечеть под именем Кюмбет-Джами и передан Управлению по делам религий. По словам Питера Коуэ, по состоянию 1998 года «оригинальная высокая армянская бема с высоким русским иконостасом XIX века всё ещё были на месте».
В интервью 2005 года мэр Карса Наиф Алибейоглу заявил о планах восстановления собора и добавил, что после ремонта «культурный центр или музей будет гораздо более уместным». Журнал The Economist привёл открытие данного строения в качестве мечети в качестве примера искоренения армянского культурного наследия в Турции. В 2022 году в интерьере храма присутствуют как мусульманские элементы (минбар, михраб, курси — кафедра для чтения Корана), так и резной каменный иконостас, с проёмами на месте икон.

## Архитектура

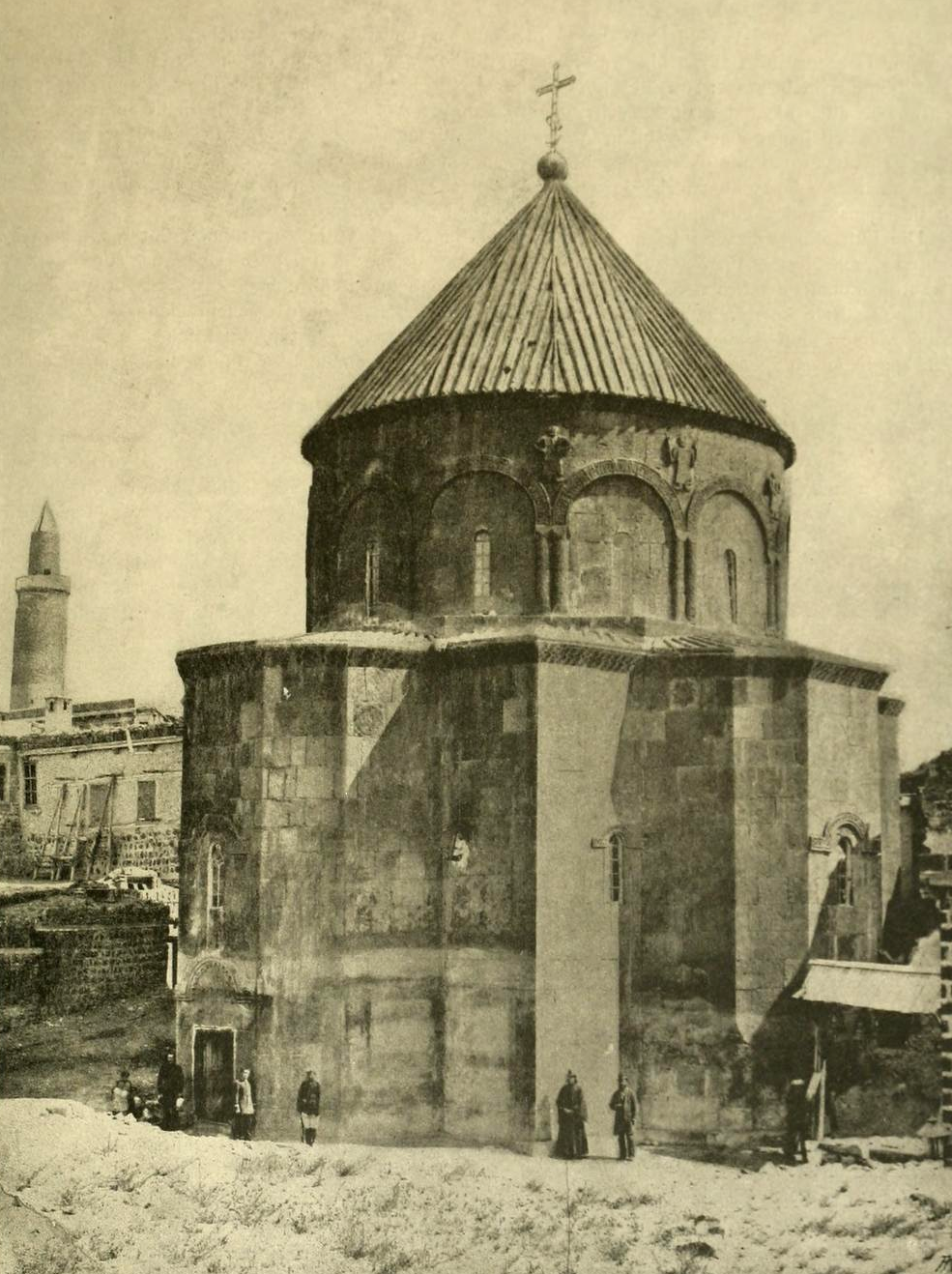
Церковь в начале XX века

Это центрально спроектированный куполообразный тетраконх, имитирующий церковь Святого Иоанна Крестителя в Мастаре, построенную в VII веке.
Главный вход в церковь расположен на западной стороне. Кроме того имеется ещё два входа с южной и северной сторон.
«Внутренний план отражается во внешних объёмах: четыре апсиды исходят из центральной квадратной травеи, над который поднимается круговой купол. Внешне прямые углы квадрата между раковинами выступают около трёх метров за боковые стороны апсид, внутри они представлены четырьмя двугранными углами, каждый из которых увенчан тромпом».
«На пазухах сводов между двенадцатью арками на барабане есть двенадцать фигурных рельефов в стоячем положении. Они выполнены в очень примитивном стиле. Согласно J.M. Thierry, эти фигуры представляют собой двенадцать апостолов, почитание которых пришло из Византии в X—XI веках».

## Галерея

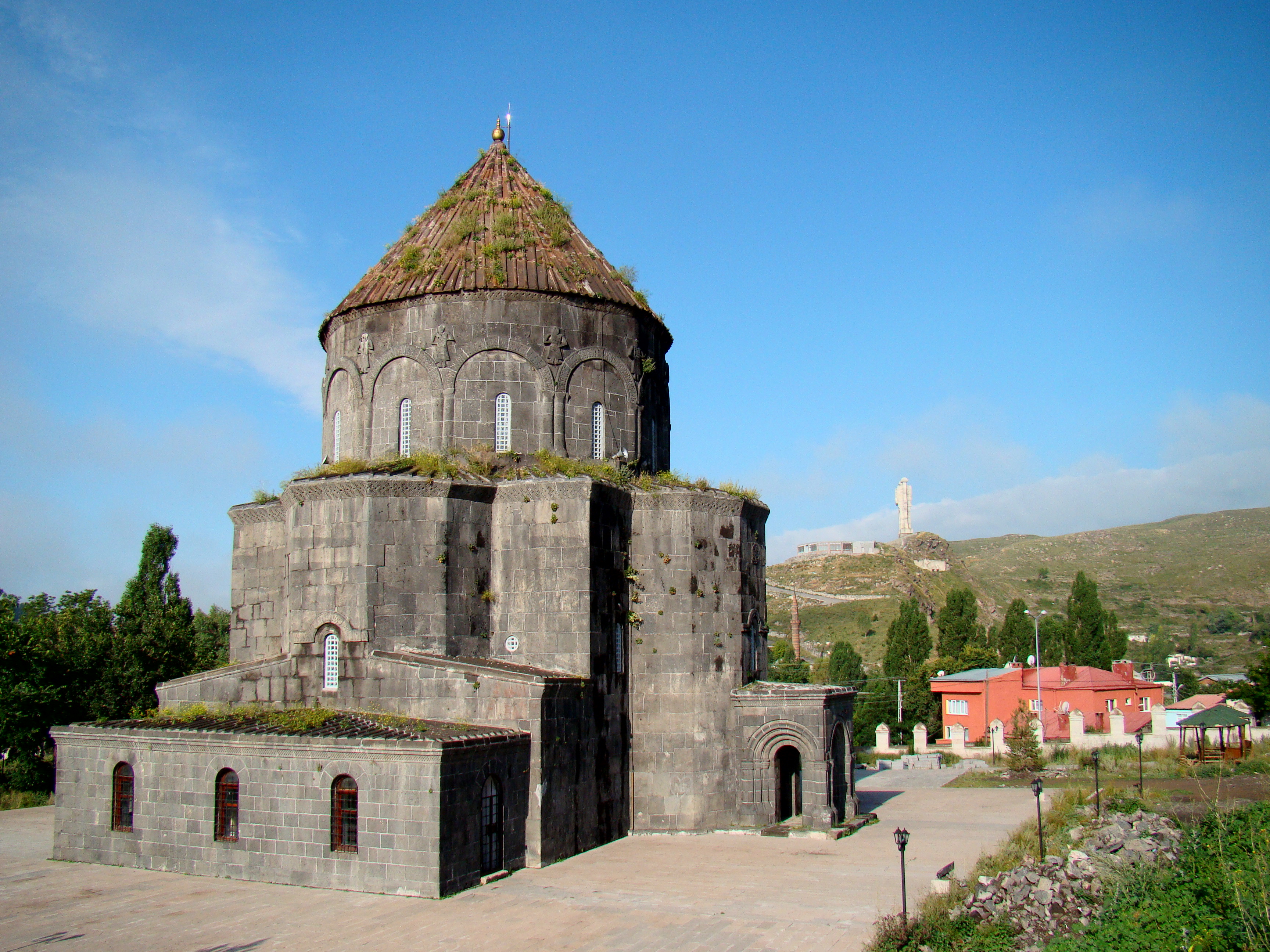
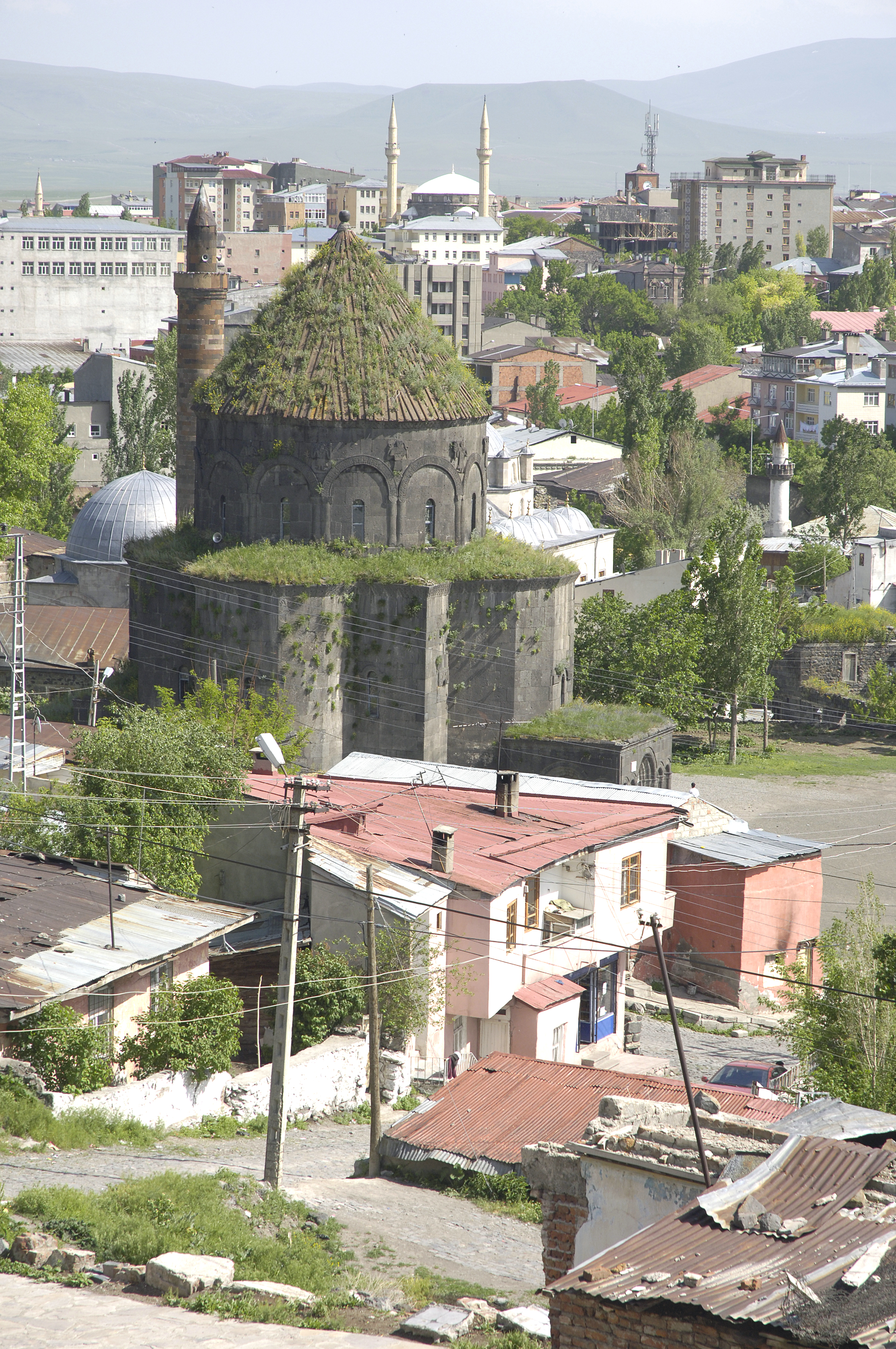
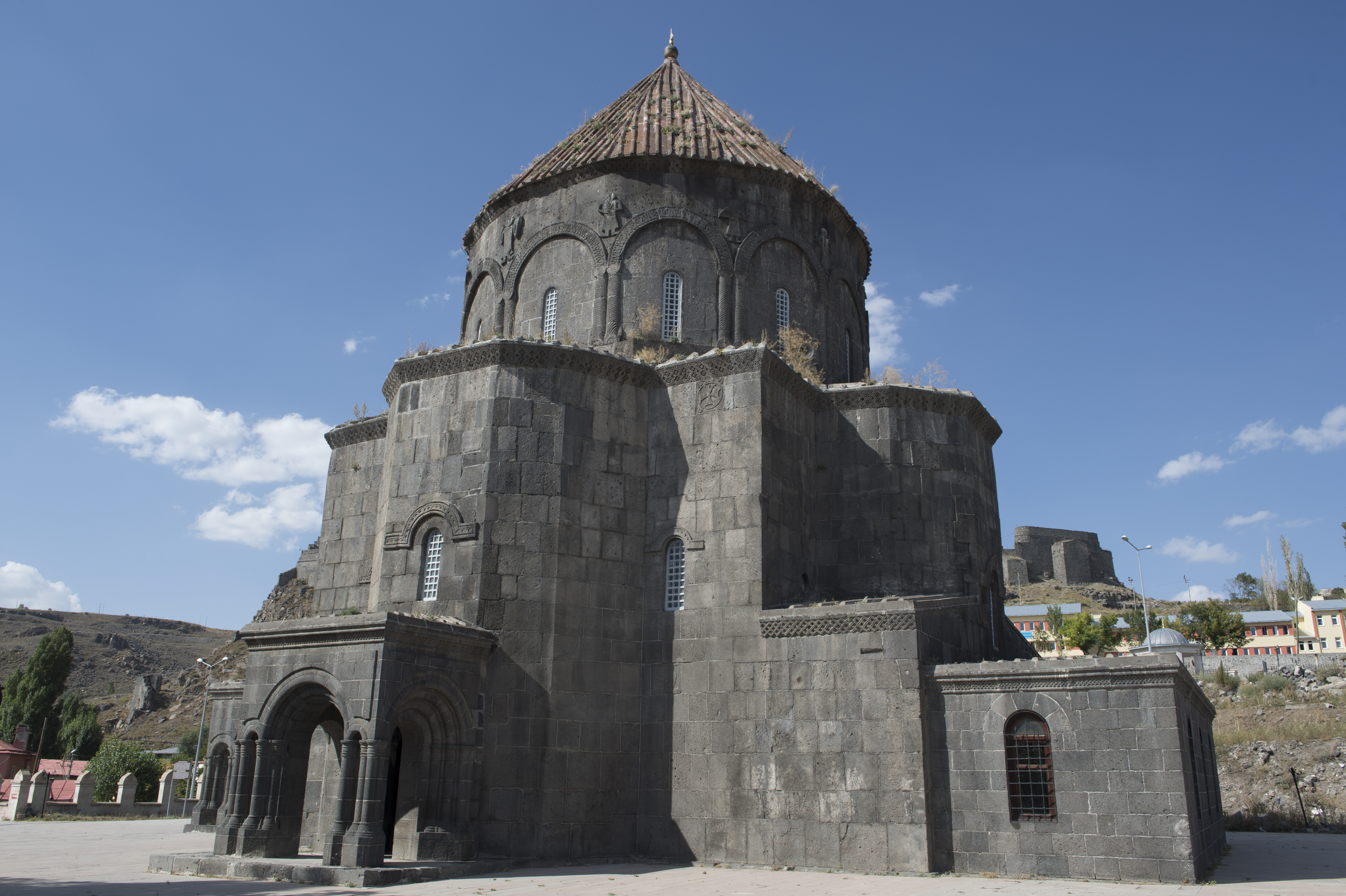
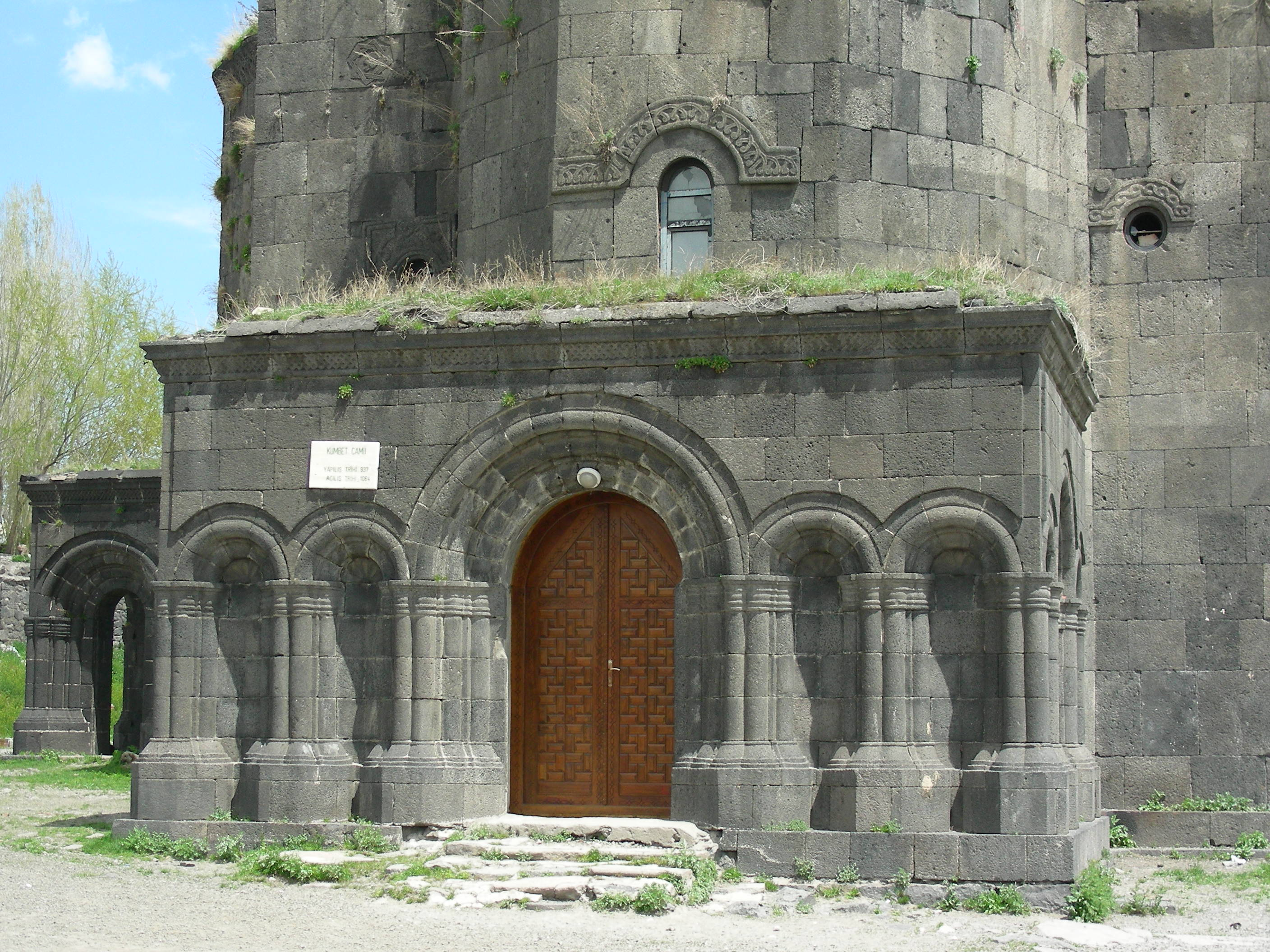
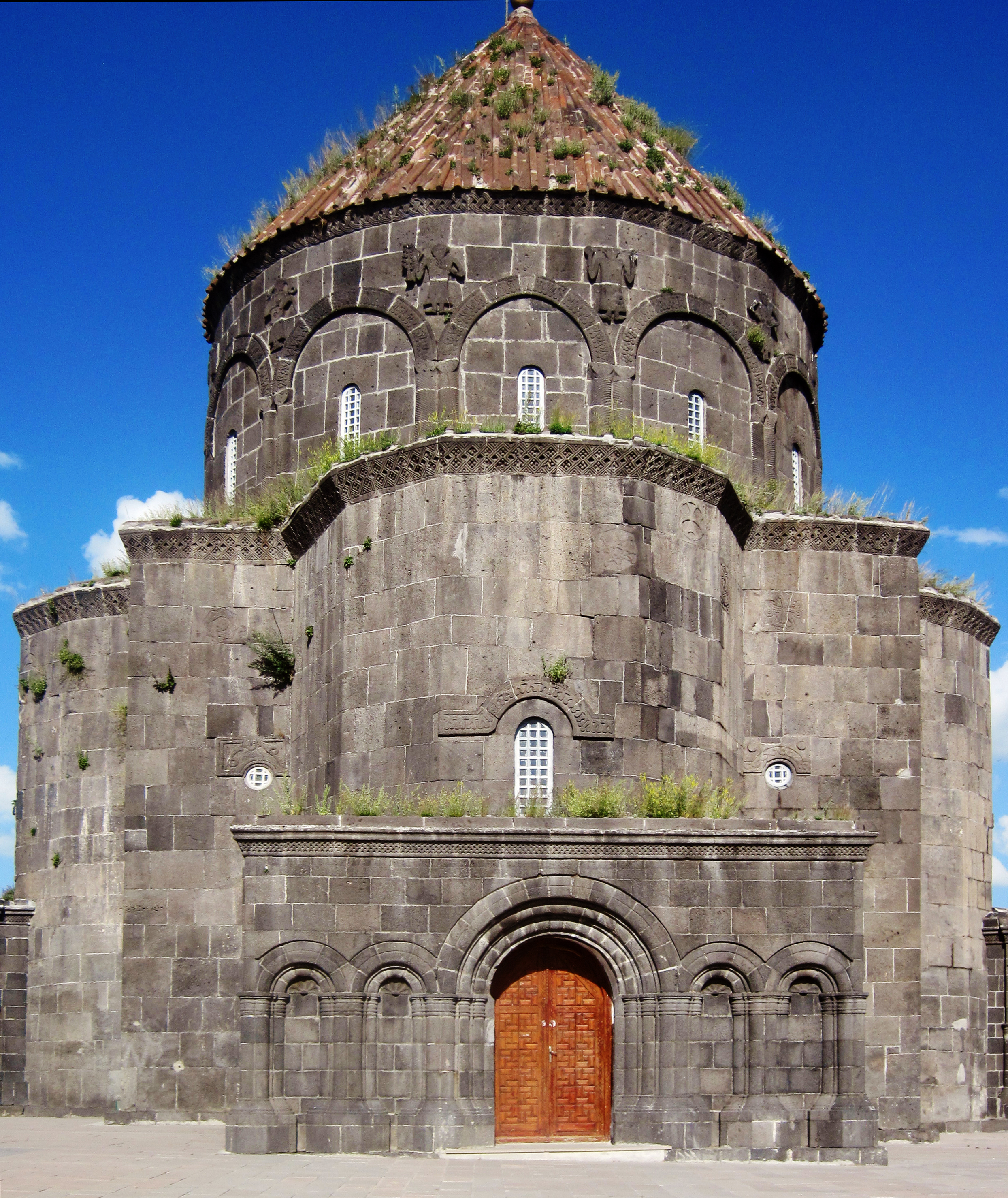